# سيميون ويليس
سيميون ويليس (بالإنجليزية: Simeon S. Willis)‏ هو قاضي ومحامي أمريكي، ولد في 1 ديسمبر 1879 في بلدة إيد، مقاطعة لورنس، أوهايو في الولايات المتحدة، وتوفي في 2 أبريل 1965 في فرانكفورت في الولايات المتحدة.